# Lili Elbe
Lili Elbe (født 28. december 1882 i Vejle, hvor hun blev døbt Einar Mogens Andreas Wegener, død 13. september 1931 i Dresden) var en dansk landskabsmaler og en af de første transkønnede kvinder, der fik foretaget kønsskifteoperation (i visse kredse kendt som "kønskorrigerende operation"[kilde mangler]). Hun fik derefter lov til at ændre navn juridisk til Lili Ilse Elvenes (siden 1930), men er fortsat kendt som Lili Elbe, hvilket også fremgår af hendes gravsten.

## Liv og karriere
Elbes forældre var købmand Mogens Wilhelm Wegener (født 1849, død 1927) og Ane Marie Thomsen. Elbe blev udlært maler og var elev på Vejle Tekniske skole. I 1902 flyttede hun til København, hvor hun frem til 1904 studerede på Det Kongelige Danske Kunstakademi. Hun giftede sig d. 8. juni 1904 i København med præstedatteren og malerinden Gerda Marie Frederikke Wegener, født Gottlieb, som anvendte sin partner som model, hvorunder denne var klædt som kvinde og kaldte sig Lili Elbe.
Efter Elbes forvandling til Lili Elbe rejste parret gennem Italien og Frankrig og slog sig ned i Paris i 1912, hvor Lili Elbe kunne leve åbent som kvinde, mens Gerda kunne leve som aktiv lesbisk. I Paris lejede de et par små værelser på et hotel i nærheden af École des Beaux-Arts, hvor Oscar Wilde boede sine sidste dage 13 år tidligere. I Paris arbejdede parret tæt sammen i kunstnermiljøet. Lili Elbe fik efterhånden den bevidsthed, at hun var mere kvinde end mand.
I 1930 fik hun som den første foretaget kønsskifte i form af en række operationer i Berlin og Dresden. Hun skiftede d. 9. december 1930 navn til Lili Ilse Elvenes, men forblev kendt som Lili Elbe, og ægteskabet med Gerda Wegener blev erklæret ugyldigt i oktober 1930 af Christian 10. Det lykkedes hende at få sit kønsskifte officielt anerkendt og få nyt pas med sit nye navn. Kønsskifteoperationen blev gennemført ad to gange.
Den første operation på Instituttet for Sexologi i Berlin, hvor de mandlige kønsorganer blev fjernet, blev foretaget af Felix Abraham efter indstilling af Magnus Hirschfeld.
Den anden operation blev gennemført på kvindeklinikken i Dresden af dr. Kurt Warnekros, der forsøgte at indoperere æggestokke i den tro, at det herefter ville være muligt for Lili Elbe at blive gravid.
Der blev dog til fire operationer; antagelig gennemført på grund af komplikationer i forbindelse med, at ovarierne blev frastødt. Hvad dr. Warnekros' foretog, vides ikke med sikkerhed, da klinikkens journaler gik tabt under luftbombardementet af Dresden i 2. verdenskrig. Lili døde 13. september 1931 på kvindeklinikken i Dresden, af en nyresygdom som var medfødt. Hendes umiddelbare dødsårsag var hjertelammelse. Hun er, efter eget ønske, begravet i Dresden. Graven blev ødelagt under Anden verdenskrig. Den blev senere genskabt og kan idag besøges på Trinitatis kirkegården tæt ved Frauenklinik. 
Den næste, der blev kønsskifteopereret, var George William/Christine Jorgensen, der i 1952 blev opereret i København, over tyve år efter Lili Elbes død.
Nina Damsgaard har i Weilbachs Kunstnerleksikon beskrevet Elbes kunst (men under hendes dåbsnavn og med forkert kønsangivelse): Som ganske ung malede W. motiver med vandløbene i fødebyen Vejle. Derefter malede han især landskaber, ofte alleer, og senere miljøer i den franske provins. En vis stilisering og dekorativ virkning præger disse malerier, der ofte tillige har en særegen lysvirkning. Relativt tidligt engagerede han sig imidlertid i hustruens karriere, hvilket betød en nedtoning af hans egen virksomhed. Ofte malede W. baggrunde og staffage på hendes malerier, ligesom han stillede op som model til hendes kvindeskikkelser.

## Eftermæle
I 1931 udkom selvbiografien Fra mand til kvinde: Lili Elbes bekendelser redigeret af Ernst Harthern.
I 1988 blev bogen genudsendt i fotografisk udgave.
Niels Hoyer skrev i 1933 Lili Elbes historie i bogen Man Into Woman baseret på Lilis dagbog og efterladt korrespondance.
I 2000 udkom David Ebershoff biografiske roman om Lili Elbe The Danish Girl (Den danske pige).
The Stripper Project udkom med "Filthy Wonderful" i 2008, inspireret af historien om Lili Elbe.
I februar 2016 fik den amerikanske film Den danske pige dansk premiere. Den er instrueret af Tom Hooper og har manuskript af Lucinda Coxon, baseret på Ebershoffs roman. Filmen har Eddie Redmayne og Alicia Vikander i hovedrollerne, som henholdsvis Lili Elbe og Gerda Wegener.